# Акалат білобровий
Акала́т білобровий (Cossypha polioptera) — вид горобцеподібних птахів родини мухоловкових (Muscicapidae). Мешкає в Західній та Центральній Африці.

## Підвиди
Виділяють три підвиди:
- C. p. polioptera Reichenow, 1892 — поширений від Південного Судану до західної Кенії, північно-західної Танзанії, сходу ДР Конго, північно-західної Замбії та Анголи;
- C. p. nigriceps Reichenow, 1910 — поширений від Сьєрра-Леоне і Ліберії до центрального Камеруну;
- C. p. tessmanni Reichenow, 1921 — поширений на сході Камеруну.

## Поширення і екологія
Білоброві акалати живуть в тропічних і субтропічних рівнинних лісах.